# Aniksosaurus
Aniksosaurus is een geslacht van theropode dinosauriërs, behorend tot de groep van Tetanurae, dat tijdens het Late Krijt leefde in het huidige Argentinië.

## Vondst en naamgeving
De vondst op 21 september 1995, is door Rubén Dario Martínez gedaan in Patagonië, op het terrein van de Laguna Palacios-ranch, dertig kilometer ten noorden van Buen Pasto. in de provincie Chubut.

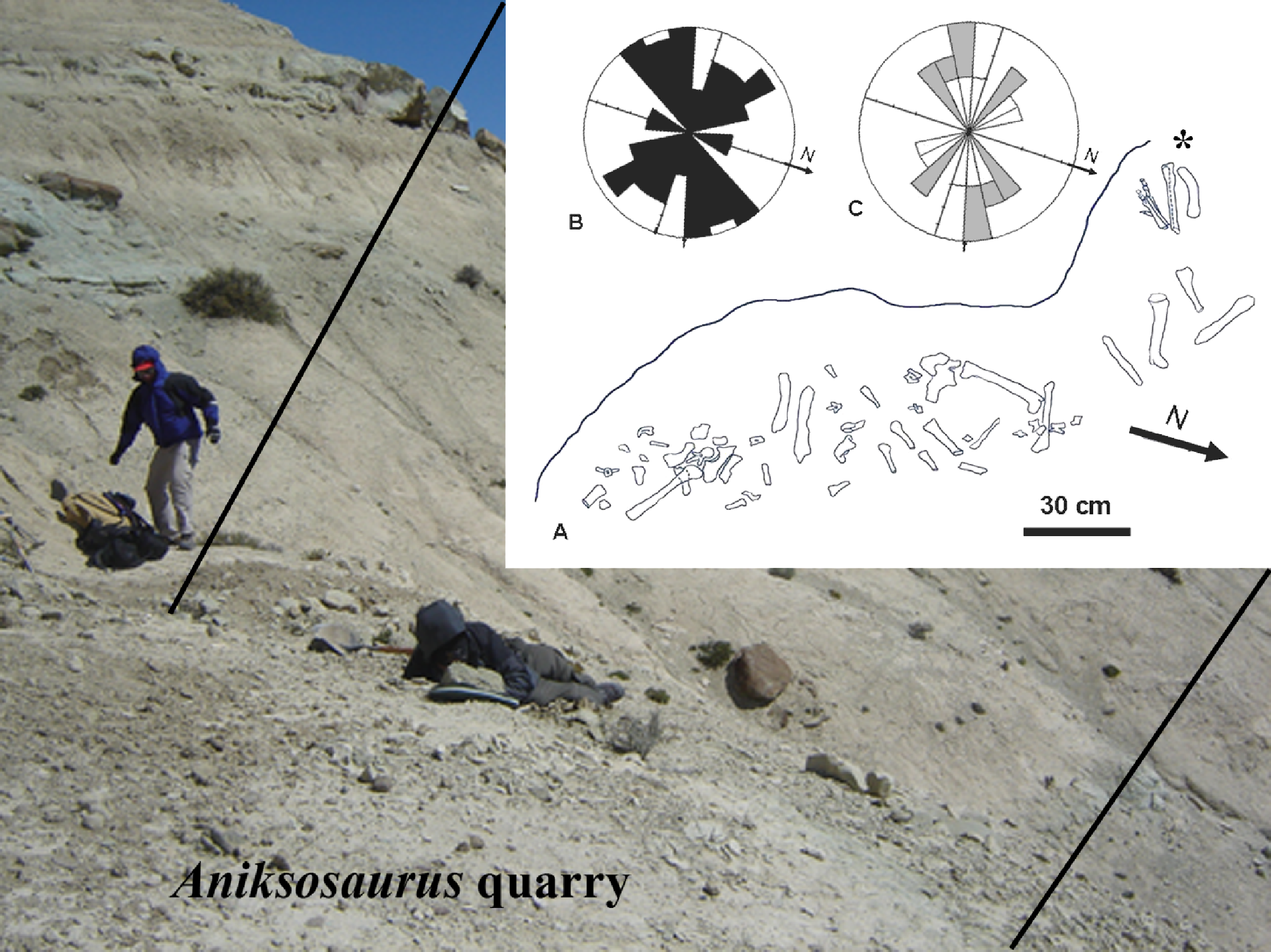
De vindplaats met de oriëntatie van de fossielen

De typesoort Aniksosaurus darwini is in 2006 benoemd en beschreven door Martínez en Fernando Emilio Novas. De geslachtsnaam betekent "lentesauriër" vanuit het Nieuwgrieks Άνοιξη, anixi, "lente" (van het Oudgrieks ἄνοιξις, anoixis, "opening") daar immers op het Zuidelijk halfrond rond 21 september de lente begint. De soortaanduiding eert Charles Darwin omdat deze in 1832/1833 Patagonië aandeed tijdens zijn beroemde tocht met de Beagle. Een eigenaardigheid is dat de naam "Aniksosaurus" al in 1995 gepubliceerd werd in een krantenartikel, maar zonder enige beschrijving zodat het een nomen nudum bleef. In 1997 werd de vondst in de literatuur gemeld onder de uiteindelijke volle soortnaam "Aniksosaurus darwini" maar nog steeds zonder beschrijving.
De vindplaats ligt in een laag van de Bajo Barrealformatie, Cenomanien, ongeveer 95 miljoen jaar oud. De fossielen bestaan uit grotendeels losse beenderen aangetroffen op een oppervlakte van vier bij twee meter, met daarop delen van de ruggengraat, bekken, armen en benen; een schedel ontbreekt. Het holotype MDT-PV 1/48, bestaat uit de in verband liggende beenderen van een rechterachterpoot. Daarnaast is een vijftigtal losse beenderen aangewezen als paratypen.
In 2013 werd deze opeenstapeling van botten van minstens vijf individuen gezien als een aanwijzing voor het bestaan van een jeugdgroep, nadat histologisch onderzoek hun jonge leeftijd had aangetoond. Een dubbele groeiring wijst op een mogelijke leeftijd van twee jaar — zodat ze zich in hun derde levensjaar bevonden. De groep zou in één keer verdronken zijn en door stromend water bij elkaar afgezet.

## Beschrijving

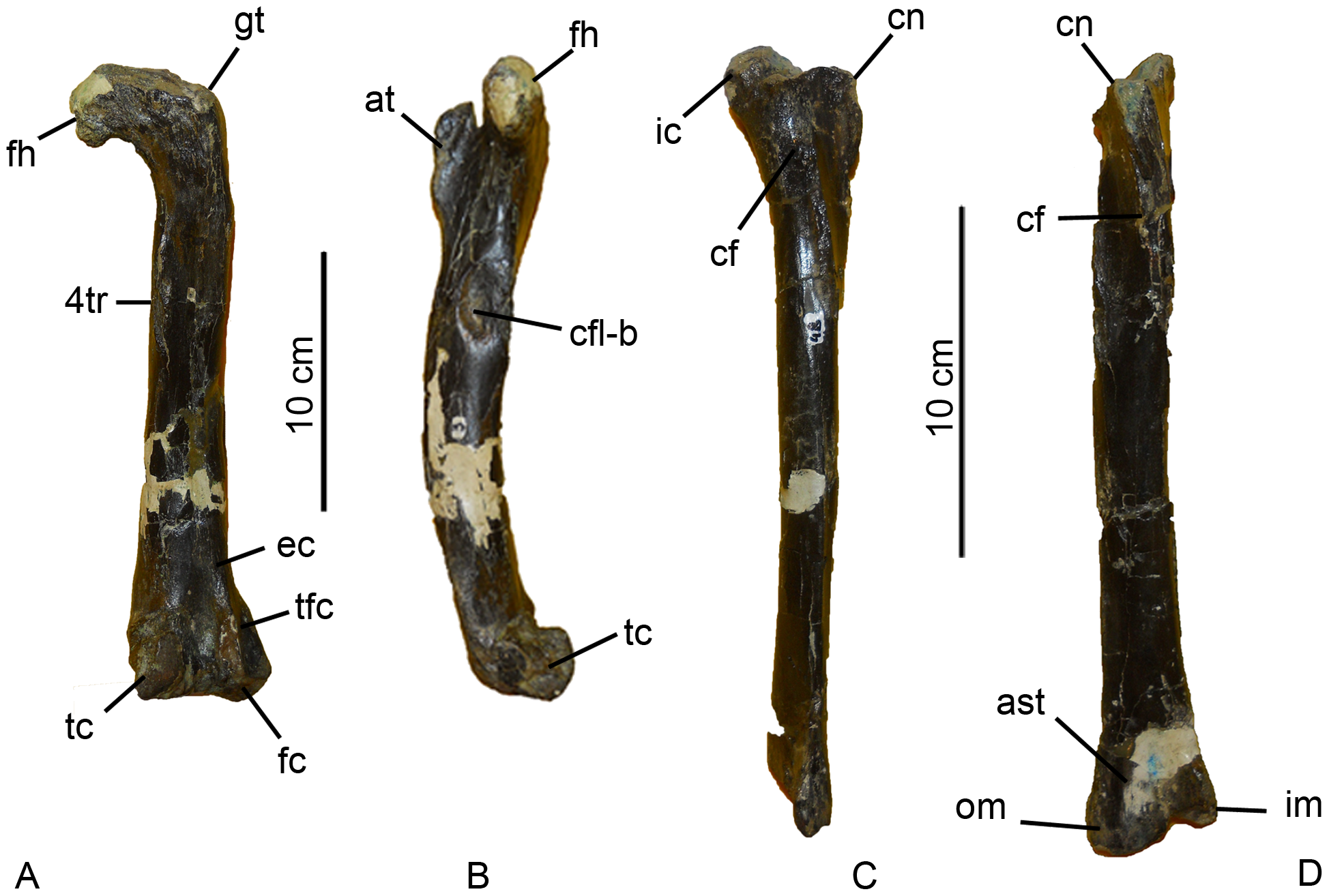
Een dijbeen en scheenbeen van een jong dier

Aniksosaurus is een kleine roofsauriër waarvan de lengte in 2006 geschat werd op twee meter, het gewicht op vijfenveertig tot vijfenzestig kilogram. In 2010 schatte Gregory S. Paul de lichaamslengte op tweeënhalve meter, het gewicht op dertig kilogram. De oorspronkelijke auteurs zouden zich later bij deze herziene schatting aansluiten, daar zij gebaseerd is op een beter inzicht in de theropode proporties.
Aniksosaurus is tamelijk robuust gebouwd voor zulk een kleine roofsauriër. Vooral het achterste bekken is opvallend breed. Het scheenbeen is langer dan het dijbeen; de langste gevonden tibia is zevenentwintig centimeter lang, de langste femur 247 millimeter. Het dijbeen heeft onderaan een opvallend zijwaarts uitstekende buitenste gewrichtsknobbel. De voorste staartwervels zijn gekield en hebben in bovenaanzicht driehoekige zijuitsteeksels. Het vlak op het onderste achterblad van het darmbeen voor de aanhechting van de Musculus caudofemoralis brevis is naar de buitenkant verbreed.
De beschrijvers wisten enkele onderscheidende kenmerken vast te stellen. De halswervels hebben wervelbogen waarvan het voetstuk ver uitsteekt, met een hoogte van tweeënhalf maal het wervellichaam, en met twee uithollingen aan de voorzijde. De halswervels hebben brede ruggenmergkanalen. De duimklauw is overdwars breed. Aan de achterzijde van de buitenste zijkant van de bovenkant van het dijbeen bevindt zich een diepe ruwe uitholling, vermoedelijk voor de aanhechting van de Musculus ischiotrochantericus. Het vierde middenvoetsbeen en de vierde teen zijn smal.
In 2013 werd gemeld dat er bij een exemplaar van Aniksosaurus een podotheca was vastgesteld: een laag hoornplaatjes op de voorkant van de middenvoet, zoals ook de huidige vogels vaak bezitten. Hieruit werd de conclusie getrokken dat zo'n structuur zich minstens al bij de basale Coelurosauria ontwikkeld had. Algemeen werd al aangenomen dat het bezit van een podotheca een oorspronkelijke eigenschap was van de dinosauriërs.

## Fylogenie
Aniksosaurus bevond zich volgens een eerste analyse basaal in de Coelurosauria, maar was meer geavanceerd dan de Compsognathidae. Latere analyses wezen op de mogelijkheid dat het een basaal lid was van de Alvarezsauroidea; ook zou het juist zelf een compsognathide kunnen zijn.